# スパカツ
スパカツは、北海道釧路市の郷土料理。熱した鉄板皿にスパゲッティ、カツ、ミートソースを乗せた料理。

## 歴史
発祥は北海道釧路市の洋食屋「レストラン泉屋」。開店の1959年から1～2年後に登場した特別料理であり、寒い冬季でも最後まで熱い状態で楽しんで欲しいという想いで作られた。当初は「スパゲッティミートソース ポークカツレツ乗せ」という名称であった。
釧路市出身のマーケティングコンサルタント藤村正宏は「釧路市民は、ほぼ全員、食べたことがある」「釧路市民、18万人のソウルフード」と述べている。